# Rhinocyllus conicus
 Rhinocýllus cónicus  — вид жуків родини Довгоносики (Curculionidae).

## Зовнішній вигляд
У жуків цього виду довжина тіла знаходиться у межах 4-7 мм. Основні ознаки:
- ширина передньоспинки не більше ніж у 1.5 рази більша за її довжину, із сильно опуклими боками, двовиїмчастою основою та добре розвиненими лопатями за очима;
- надкрила більше ніж удвічі довші за загальну ширину плечей, при основі ледь ширші за передньоспинку, вкриті тонкими й глибокими поздовжніми борозенками, проміжки між якими вкриті густими поперечними зморшечками.

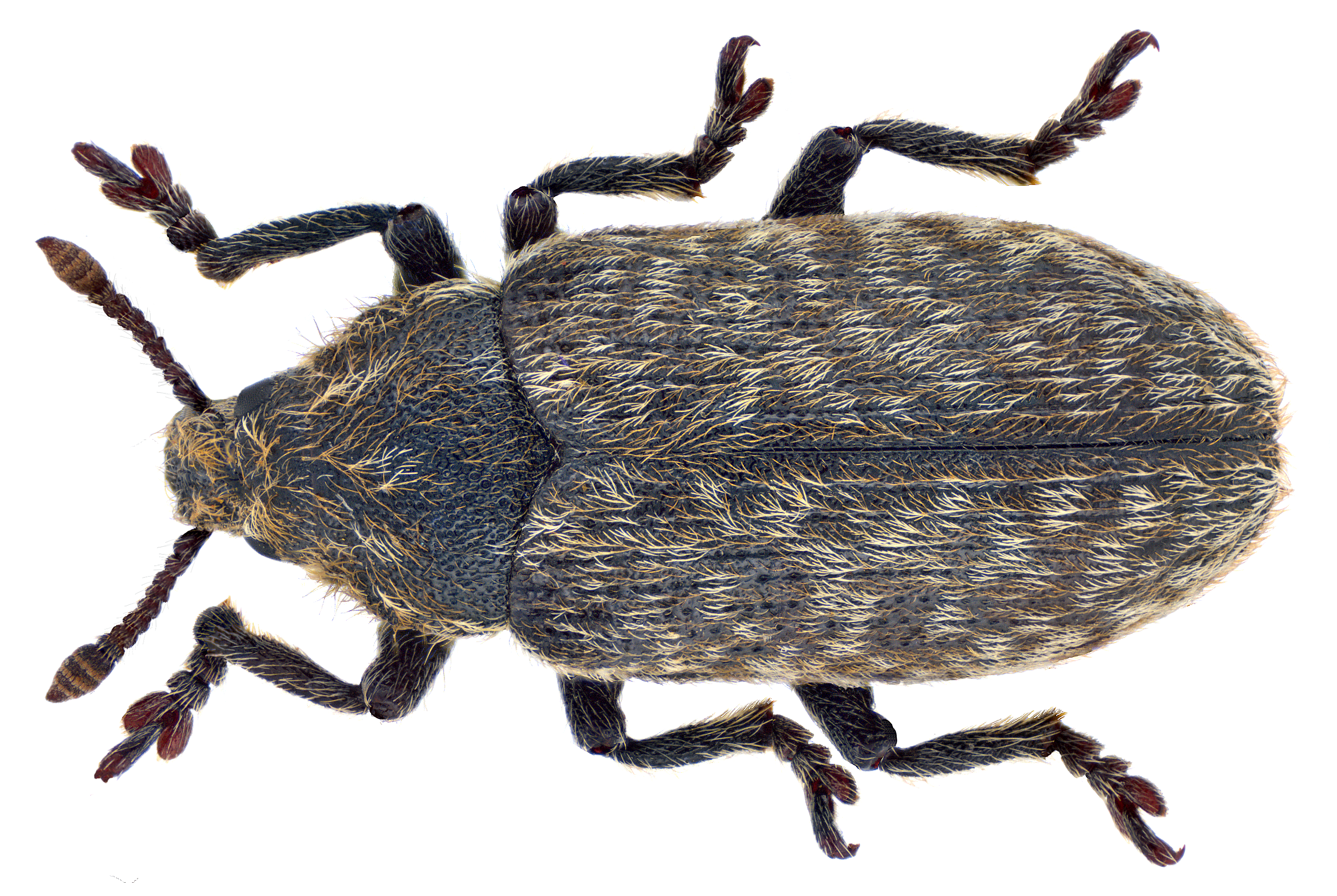
Подібно до інших жуків цього роду, верх тіла Rhinocyllus conicus густо вкритий волосками, котрі інколи утворюють плями

## Спосіб життя
В українськиї степах Rhinocyllus conicus часом буває масовим видом. Його можна зустріти на цілинних ділянках, сільгоспугіддях, біля будівельних майданчиків, на звалищах, обабіч доріг, у лісосмугах і байрачних лісах тощо. Активних жуків знаходять із третьої декади квітня (Тарханкут) до початку вересня (Запорізька область).
Життєвий цикл цього виду тісно пов'язаний із рослинами з родини Айстрові. В Україні це найчастіше осот Cirsium ukrainicum Bess. ex DC. Імаго живляться зеленими частинами різних видів осоту, будяку, татарнику. За межами Східної Європи імаго й личинки живляться на рослинах з цих та інших родів айстрових, причому у межах ареала існують трофічні екотипи, кожен з яких краще адаптований до певних рослин. Жуки гризуть поверхневі тканини молодих пагонів, листя, обгортку й поверхневі тканини суцвіть-кошиків.
Парування й відкладання яєць в українських степах відбувається у другій половині травня. Яйця по одному відкладаються на поверхню кошика. Самиця вкриває кожне краплею жовтуватого секрету, котрий застигає у вигляді щитка і захищає яйце.
Личинки прокладають собі тунель всередину кошика і живляться незрілим насінням та тканинами квітколожа. Насінина з'їдається повністю, лишається тільки пухнастий хохолок і інколи ще й оболонка. В одному суцвітті можуть розвиватися до 12 личинок. Заселеність суцвіть личинками інколи сягає 70%.
Завершуючи розвиток, личинка будує собі камеру з рослинних часток та екскрементів. Стінки камери тонкі, вони не досягають 1 мм у товщину, темно-брунатні, майже чорні. Лялечка у камері розташовується завжди головою догори. Потурбована, вона різко дригає черевцем і обертається навколо власної осі. Жуки нового покоління з'являються у другій половині серпня - на початку вересня.
На личинках паразитують їздці, усі стадії розвитку стають жертвами інших паразитів та хижаків.

## Географічне поширення
Арела виду охоплює майже всю Палеарктику, в тому числі ледь не всю Європу (включаючи Велику Британію, Нідерланди, Прибалтику, Швецію й Кіровську область Росії). В Україні вид знаходили в західних регіонах, по всьому півдню (включаючи Гірський Крим), на Полтавщині й Київщині.
За межами Європи довгоносик мешкає у Закавказзі, Північній Африці, Західному Сибіру, Казахстані, Далекому Сході, Північно-Західному Китаї, Середній Азії, Туреччині, Ізраїлі. Крім цього він інтродукований до Південної Африки, Північної Америки, Австралії та Нової Зеландії(див. нижче).

## Практичне значення

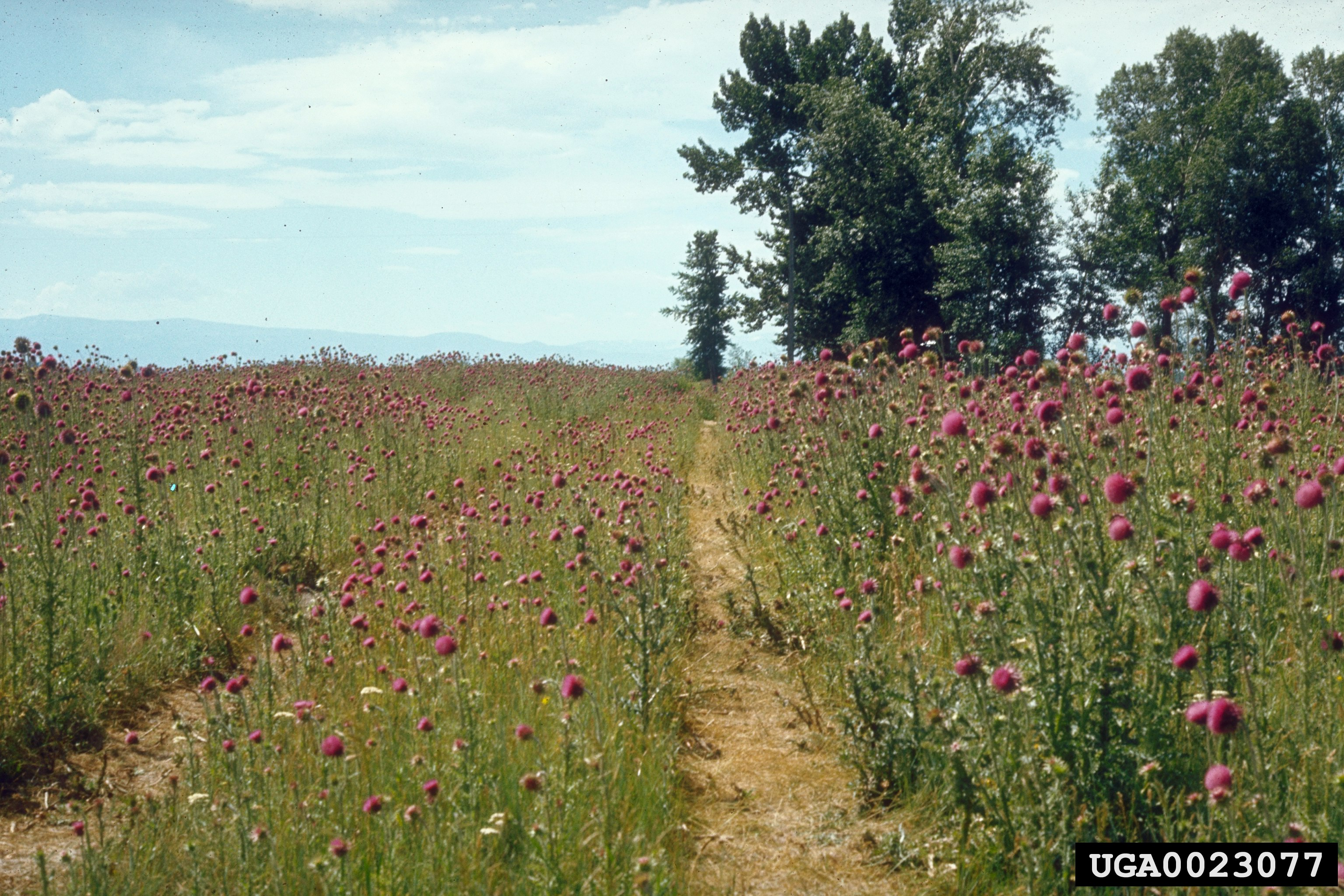
Штат Монтана, США, 1990 рік. Ось такий вигляд мали пасовища та інші біотопи у США після випадкового завезення у країну бодяків. Інтродукція жука Rhinocyllus conicus дозволила вирішити проблему

Довгоносика Rhinocyllus conicus після вивчення його біології у Європі завезли до Північної Америки, Африки, Австралії та Нової Зеландії для пригнічення популяцій європейських будяків  — злісних пасовищних бур'янів. Жуків збирали і розсилали по країні, реалізовували через Інтернет. У США ця акція дала бажаний результат: чисельність будяків знизилася до економічно невідчутного рівня.
У Канаді жук перейшов із завезеніх бур'янів на споріднені місцеві будяки, які не становили ніякої проблеми, і де-не-де істотно підірвав або знищив їх популяції. Через це його подальше використання було визнане нераціональним.
У Австралії та Новій Зеландії ефективність жука як гербіфага виявилася невисокою.